# Robert Assaraf
Robert Assaraf, arab. روبرت الصراف (ur. 5 listopada 1936 w Rabacie, zm. 5 marca 2018 w Paryżu) – marokański pisarz i historyk żydowskiego pochodzenia. Później zamieszkał w Paryżu.
Był m.in. prezesem żydowskiego Radio Shalom Montreal oraz wiceprezesem francuskiego magazynu „Marianne”.

## Twórczość
- Mohammed V et les Juifs – 1997
- Une certaine Histoire des juifs du Maroc
- la fin du vieux Maroc
- Retrouvailles manquées avec Mohammed V et Hassan II